# Ruth Stiles Gannett
Ruth Stiles Gannett Kahn (Brooklyn, 12 de agosto de 1923-11 de junio de 2024) fue una escritora de libros infantiles estadounidense, autora de My Father's Dragon (El dragón de papá) y sus dos secuelas, conocidas colectivamente con el título de My Father's Dragon o la trilogía de Elmer y el dragón.

## Educación
Gannett se graduó en la City and Country School de Greenwich Village, en Nueva York, en la promoción de 1937. Ahí, recordaba en 2012, "tuvo la suerte de que le 'permitieran y animaran a escribir por diversión' a ciertas horas del día". Posteriormente asistió al Vassar College, licenciándose en química en 1944.

## Trayectoria
Random House publicó su primera novela, My Father's Dragon, en 1948; ese mismo año compitió por la Newbery Medal, que reconocía la "contribución más importante" del año a la literatura infantil estadounidense. Después escribió dos novelas más, Elmer and the Dragon [Elmer y el dragón] y The Dragons of Blueland [Los dragones de Blueland]. los libros incluían ilustraciones de su madrastra, Ruth Chrisman Gannet, mientras que la tipografía la diseñó su marido, Peter Kahn. Los libros han sido traducidos a catorce idiomas, entre ellos el castellano.
Gannett escribió otras dos novelas infantiles, The Wonderful House-Boat-Train (1949) y Katie and the Sad Noise (1961), con ilustraciones de Fritz Eichenberg y Ellie Simmons.
Kirkus Reviews reseñó dos de los libros brevemente, mostrando su decepción por el trabajo de Gannett y Eichenberg en The House-Boat-Train y un inusual entusiasmo por The Dragons of Blueland.

## Vida personal
Ruth Gannett contrajo matrimonio con el artista, profesor de arte y calígrafo Peter Kahn (1921-1997). La pareja tuvo siete hijas y ocho nietos. Actualmente Ruth vive cerca de Trumansburg, no muy lejos de la Cornell University, donde Peter Kahn trabajó durante 40 años.

## Obra
La trilogía del dragón de papá
A veces llamada "la trilogía de Elmer y el dragón", las tres novelas cortas fueron escritas por Ruth Stiles Ganet e ilustradas por su madrastra, Ruth Chrisman Gannett.
- My Father's Dragon (Random House, 1948), publicada en castellano como El dragón de papá (2014) ISBN 978-84-16142-04-0
- Elmer and The Dragon (Random House, 1950)
- The Dragons of Blueland (Random House, 1951)
- The Wonderful House-boat-train, illustrated by Fritz Eichenberg (Random House, 1949), 63 pp. LCCN 49011981
- Katie and the Sad Noise, illus. Ellie Simmons (Random House, 1961), 61 pp. OCLC 1843354